# Reytmeersen
De Reytmeersen of Rijtmeersen is een Belgisch natuurgebied van 47 ha ten oosten en evenwijdig langs de rechteroever van de Schelde in Oost-Vlaanderen,
tussen de Ohiobrug te Nederename in het zuiden, en de oude Scheldemeander 'Welden' te Welden in het noorden.

Men kan er paardrijden, wandelen en fietsen. Honden zijn niet toegestaan.

## Geschiedenis
Oorspronkelijk waren dit laag gelegen weilanden. De naam verwijst naar het woord meersen, wat moeras of laaggelegen weiland betekent.
Het is bestemd geweest als industriegebied. Daartoe werd het in de jaren 80 opgespoten met niet-verontreinigd slib.
Er werd evenwel geen start gemaakt met de bebouwing van deze zone. Daardoor kreeg de natuur de vrije hand.
Sinds het begin van de jaren 90 werkt het provinciebestuur van Oost-Vlaanderen aan de uitbouw van het Scheldevalleiproject.
De Reytmeersen werden hierin betrokken.

In 1999 kreeg het gebied een bestemming als natuurgebied.
In de Reytmeersen was een oefenterrein voor Motorcrossen. Dit is intussen verdwenen.
Sinds oktober 2003 is het Agentschap voor Natuur en Bos (ANB) van de Vlaamse overheid eigenaar.
In 2008 werden plannen voor kleiwinning in de Reytmeersen bekend voor een termijn van 25 jaar.

Op 20 oktober 2008 diende de gemeenteraad een bezwaarschrift in.
Op 11 december 2008 kwam er op initiatief van de Gezinsbond Nederename - Welden een geboortebos in de Reytemeersen.
Op 20 februari 2009 werden de plannen voor kleiontginning goedgekeurd door de Vlaamse Regering.

Op 3 mei 2013 stelt de Vlaamse regering het GRUP "Alluviale klei van Schelde- en Maasbekken en Polderklei" definitief vast.
Op 26 juli 2013 vocht Milieufront Omer Wattez het besluit van de Vlaamse regering van 3 mei 2013 aan bij de Raad van State.
Op 13 juli 2015 volgde het arrest waarbij het besluit van de Vlaamse Regering om de Reytmeersen om te zetten in kleiontginningsgebied werd vernietigd.

## Geografie
De Reytmeersen bestaan uit een lappendeken van braakliggende stukken, ruigtes, wilgenbosjes en nog enkele graslanden en akkers.
Aan de overzijde van de Schelde ligt het erkend natuurreservaat De Heurnemeersen. In de buurt liggen de natuurgebieden Grootmeers, Weiput en Blarewater.

## Toegangswegen
Er bevinden zich toegangswegen langs het jaagpad langs de rechteroever van de Schelde ter hoogte van de kerk van Welden, in Voor Eine te Nederename en op het einde van de Monseigneur Lambrechtstraat te Welden. Het gebied kan bezocht worden via het wandelknooppuntennetwerk 'Vlaamse Ardennen Zwalmvallei'.

## Fauna en flora
In deze lappendeken van graslanden, bosjes en struikgewas huizen drie opvallende bewoners:
konijnen, runderen en konikpaarden.
De konijnen graven en grazen naar hartenlust op de zanderige stukken grond en houden op die manier het terrein open.
De gallowayrunderen grazen het lange gras weg en bereiden zo de maaltijd voor van de konikpaarden die de voorkeur geven aan kort gras.
Via de mest die ze achterlaten verspreiden deze dieren zaden van allerlei planten.
Hierdoor is dit landschap voortdurend in verandering en dit is een kolfje naar de hand van tal van planten- en diersoorten.
Zeldzame planten die in het gebied voorkomen zijn kleine kaardebol, rode ogentroost en rietorchis. Bij de vogels treffen we o.a. matkop, sperwer en blauwborst aan.
Aan de overkant van het centrale wandelpad vind je de laaggelegen weilanden (meersen),
die in de winter soms onder water komen te staan.
Het ANB werkt hier samen met landbouwers uit de buurt om dit meersenlandschap in stand te houden.

## Afbeeldingen

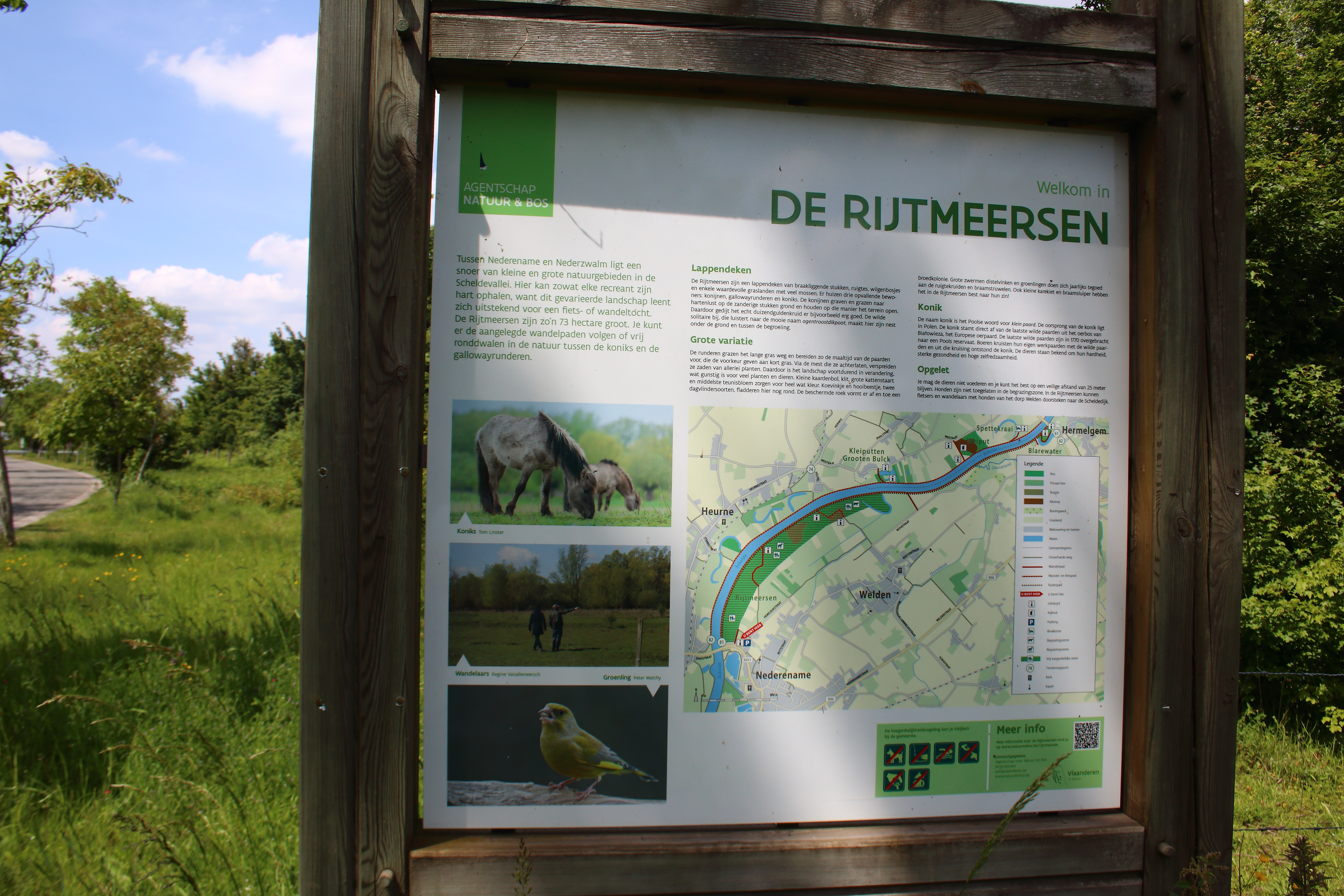
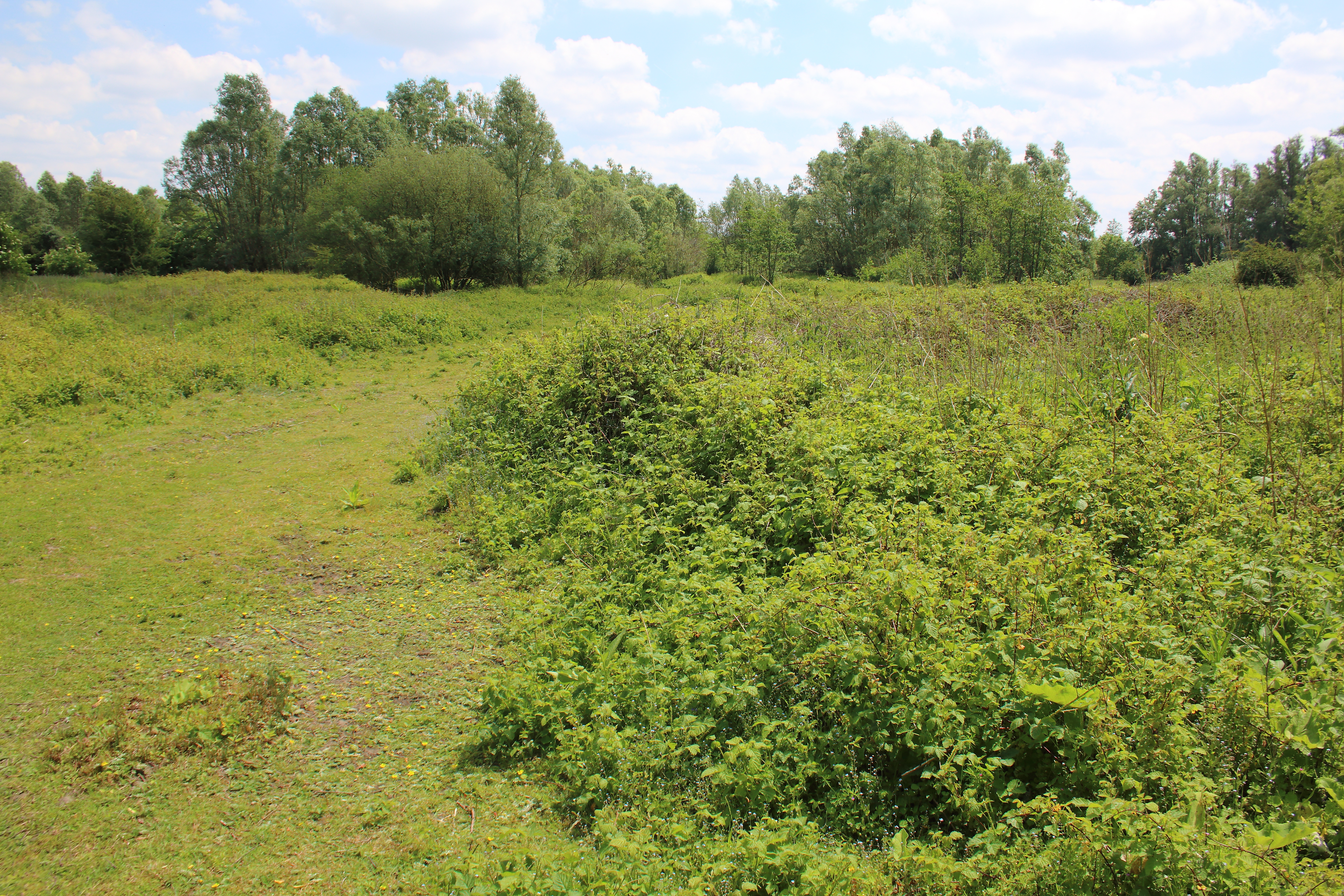
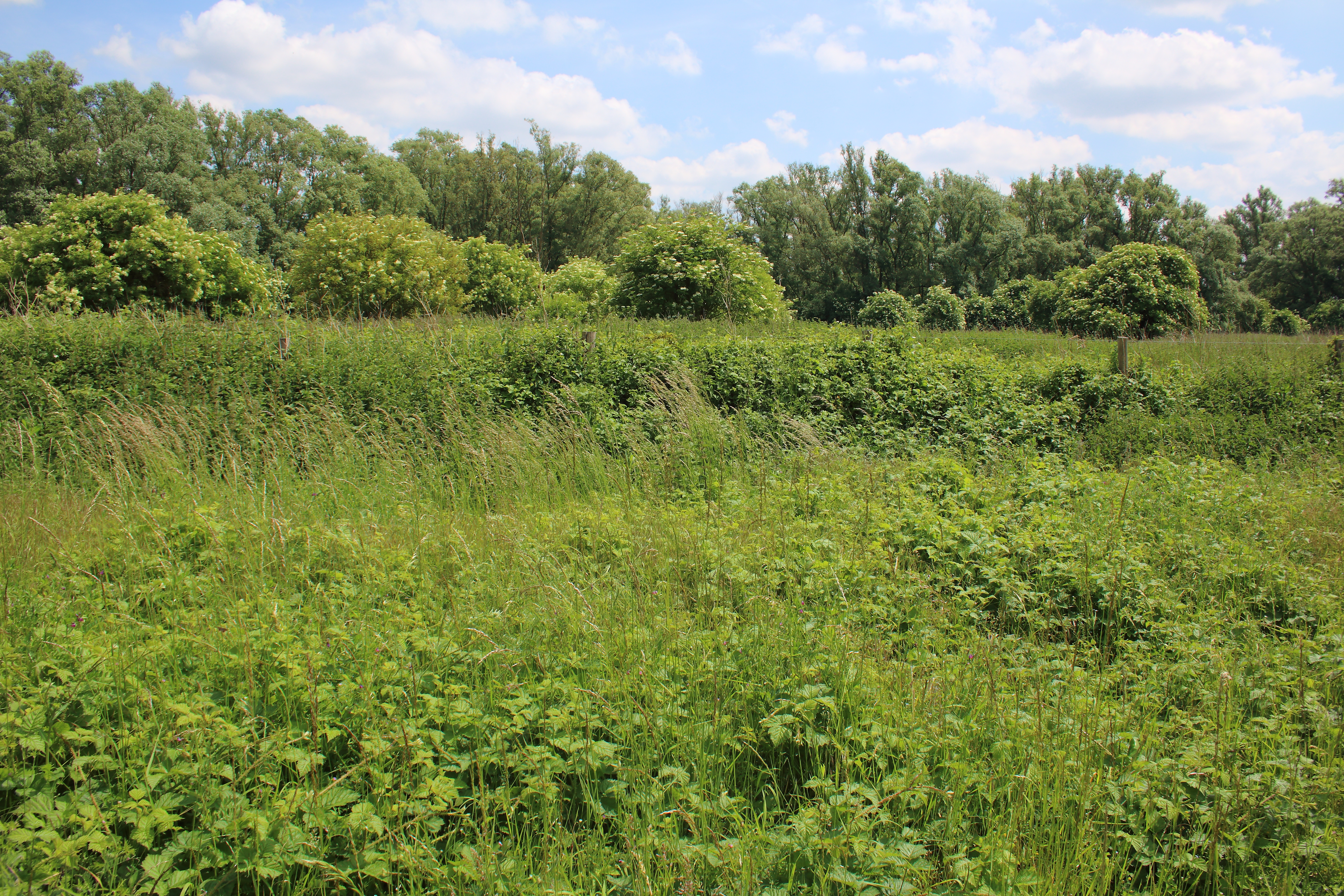
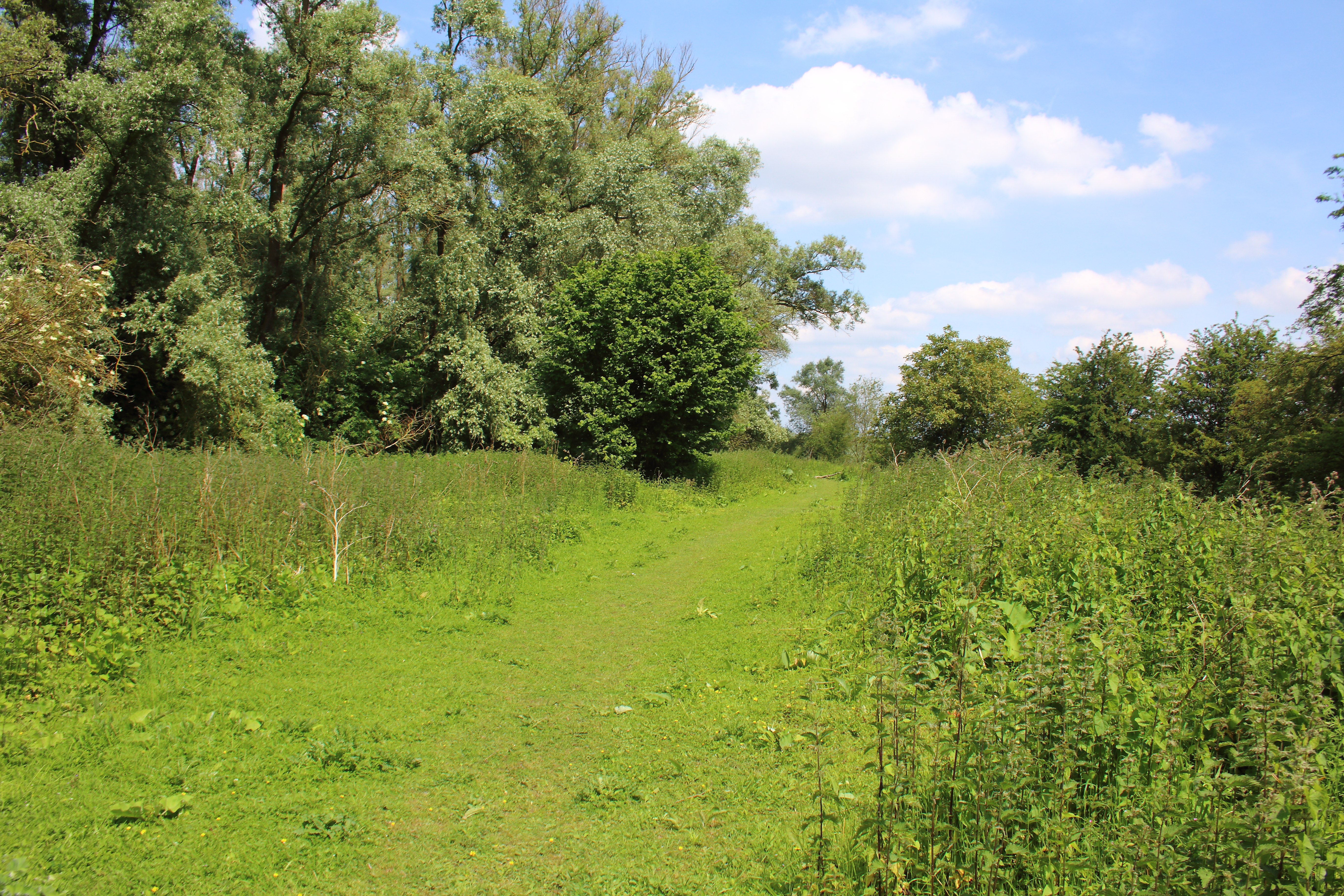

## Andere links
- Agentschap voor Natuur en Bos